# Květná (Luková)
Květná, bis 1950 Kozínoha (deutsch Ziegenfuß), ist ein Ortsteil der Gemeinde Luková in Tschechien. Er liegt elf Kilometer nordwestlich von Moravská Třebová und gehört zum Okres Ústí nad Orlicí.

## Geographie
Květná befindet sich in der Lanškrounská kotlina (Landskroner Kessel) im Adlergebirgsvorland. Das Straßendorf liegt auf einer Kuppe östlich des Schönhengster Rückens im Quellgebiet der Bäche Červený potok und Květná. 
Nachbarorte sind Damníkov im Norden, Luková und Žichlínek im Nordosten, Rychnov na Moravě im Südosten, Mladějov na Moravě im Süden, Helvíkov im Südwesten sowie Trpík im Westen.

## Geschichte
Die erste urkundliche Erwähnung von Cigenfus erfolgte 1304 in einer Urkunde Wenzels II. im Zuge der Schenkung der Herrschaft Landskron an das Kloster Königsaal. Das Dorf entstand entlang einer alten Straße von Landskron nach Blosdorf. Johann von Luxemburg griff zwischen 1335 und 1336 in die Rechte des Klosters an und entzog den Königsaaler Zisterziensern mehrere Dörfer um Landskron in Ostböhmen. Die Dörfer Cigenfus und Türpes verpfändete der König an Otto von Tannenfeld. 1350 ordnete Karl IV. die Rückgabe der Dörfer an das Kloster an.
Cigenfus verblieb auch nach dem Gebietstausch des Klosters mit dem Bistum Litomyšl im Jahre 1358 klösterlicher Besitz. Das Kloster verkaufte die verbliebenen ostböhmischen Güter bald danach. 1372 erwarb Heinrich von Brandeis auf Lichwe Cigenfus. Er verkaufte das Dorf 1402 zusammen mit Türpes an das Augustiner-Chorherrenstift Landskron.
Nachdem die Augustiner-Chorherren während der Hussitenkriege 1425 nach Olmütz geflohen waren und nicht wieder zurückkehrten, gelangten ihre Güter in weltliche Hände. 1460 wies Georg von Podiebrad die bestehenden Forderungen des Ordens auf Rückübertragung zurück. Besitzer von Cigenfus wurde nach 1450 Zdeniek Kostka von Postupitz. Er schloss Cigenfus an seine Herrschaft Landskron an.
Bis zum 19. Jahrhundert änderte sich die Schreibung des Ortsnamens in Ziegenfuß und die tschechischen Bezeichnungen Kozí Noha und Kozinka entstanden. Nach der Aufhebung der Patrimonialherrschaften bildete Ziegenfuß/Kozí Noha ab 1850 einen Ortsteil der Gemeinde Türpes/Trpík im Bezirk Landskron. In der zweiten Hälfte des 19. Jahrhunderts änderte sich der tschechische Ortsname in Kozínoha. Ab 1873 wurde Ziegenfuß zu einer eigenständigen Gemeinde. 1930 lebten in dem Dorf 186 Menschen, die größtenteils Deutsche waren. Nach dem Münchner Abkommen erfolgte 1938 der Anschluss an das Deutsche Reich. Von 1939 bis 1945 gehörte Ziegenfuß zum Landkreis Landskron. 1939 hatte die Gemeinde Ziegenfuß 182 Einwohner. Nach dem Ende des Zweiten Weltkrieges kam Kozínoha zur Tschechoslowakei zurück und die Deutschen wurden vertrieben. Im Zuge der Umbenennung von Ortsnamen deutschen Ursprungs erhielt die Gemeinde 1950 den neuen Namen Květná. Bei der Gebietsreform von 1960 verlor Květná seine Selbstständigkeit und wurde zum 1. Jänner 1961 nach Luková eingemeindet. Gleichzeitig erfolgte die Auflösung des Okres Lanškroun und die Eingliederung in den Okres Ústí nad Orlicí. 1991 hatte der Ort 77 Einwohner. Im Jahre 2001 bestand das Dorf aus 26 Wohnhäusern, in denen 64 Menschen lebten.

## Sehenswürdigkeiten
- Kapelle St. Laurentius, erbaut 1863
- Barockkreuz der Schmerzreichen Jungfrau Maria aus dem Jahre 1771